# Нахімовський проспект (станція метро)
55°39′46″ пн. ш. 37°36′20″ сх. д. / 55.66278° пн. ш. 37.60556° сх. д.
«Нахімовський проспект» (рос. Нахимовский проспект) — станція Серпуховсько-Тимірязівської лінії Московського метрополітену. Відкрита 8 листопада 1983 року у складі черги «Серпуховська» — «Південна».

## Оздоблення
Колійні стіни оздоблені білим мармуром «коєлга». У склепінні розташовано 4 ряди кесонів, в кожен з яких вмонтовано світильник. Тема оздоблення станції — «Російські флотоводці і історія російського флоту». Над виходом зі станційного залу встановлено художнє панно, присвячене російському флотоводцю адміралу Нахімову (художник А. М. Мосійчук). На гранітному килимі підлоги, виконаному з яскравих кам'яних плит, встановлені лави з інформаційними покажчиками.

## Вестибюлі і пересадки
На станції два вестибюля. Виходи по підземних переходах здійснюються на Нахімовський проспект, Азовську, Сиваську і Фруктову вулиці.
- Автобуси: м19, е29, т52

## Технічна характеристика
Конструкція станції — односклепінна мілкого закладення (глибина закладення — 9,5 м).
Побудована за типовим проектом з монолітного залізобетону.

## Колійний розвиток
Станція без колійного розвитку.